# Siergiej Mosiagin
Siergiej Michajłowicz Mosiagin, ros. Сергей Михайлович Мосягин (ur. 29 grudnia 1937 we wsi Biełorieczje, w obwodzie riazańskim; zm. 25 listopada 2011 w Moskwie) – rosyjski piłkarz grający na pozycji obrońcy, trener piłkarski.

## Kariera piłkarska
Zaczął grać w 1952 roku w Podolsku w zespole juniorskim, który zmagał się w mistrzostwach obwodu moskiewskiego. Potem występował w Dinamo-2 Podolsk w turniejach amatorskich. Podczas służby wojskowej w latach 1956-1958 grał w drużynie klubowej MWO Moskwa, był powoływany też do reprezentacji dywizji tamańskiej. Podczas studiów w Państwowym Centralnym Orderu Lenina Instytucie Kultury Fizycznej (ros. GCOLIFK) w Moskwie do 1962 bronił barw drużyny SKIF Moskwa w mistrzostwach studenckich. Dwukrotnie otrzymywał zaproszenia do głównych zespołów ligowych – w 1962 roku do drużyny rezerw Dinama Moskwa i w 1963 roku do Neftçi PFK. W obu przypadkach odmówił, tłumacząc swoją decyzję chęcią ukończenia studiów i rozpoczęcia pracy trenerskiej. Przedwcześnie zakończył karierę piłkarza przez kontuzję kolana.

## Kariera trenerska
Po zakończeniu kariery piłkarza rozpoczął pracę szkoleniowca. Najpierw od 1963 pomagał trenować Znamia Truda Oriechowo-Zujewo. W latach 1967–1970 pracował w juniorskiej reprezentacji ZSRR. W 1971 stał na czele klubu Zenit Iżewsk, którym kierował do lipca 1973. Od sierpnia 1973 pracował w Zarządzie Piłki Nożnej Komisji Sportowej ZSRR. Od 1974 do sierpnia 1975 pomagał Walentinowi Nikołajewu trenować narodową reprezentację ZSRR. W latach 1975 (od września)–1978, 1981–1982, 1984–1985 prowadził juniorską reprezentację ZSRR. W 1979, 1983 oraz od maja 1986 do czerwca 1990 pomagał trenować narodową reprezentację ZSRR. Na początku 1980 został mianowany na stanowisko starszego trenera Paxtakoru Taszkent, którym kierował do września 1980. Potem wyjechał razem z Walerym Łobanowskim do Zjednoczonych Emiratów Arabskich, gdzie pracował jako asystent trenera pierwszej reprezentacji ZEA oraz jako główny trener olimpijskiej i juniorskiej reprezentacji ZEA, którymi kierował od października 1990 do września 1992. Po powrocie do ojczyzny pracował w Wydziale pracy z reprezentacjami Rosji, szkolił dzieci.
25 listopada 2011 zmarł w Moskwie w wieku 74 lat.

## Sukcesy i odznaczenia

### Sukcesy trenerskie
reprezentacja ZSRR U-18
- mistrz Młodzieżowych Mistrzostw Świata: 1977
- mistrz Juniorskiego Turnieju UEFA: 1976
- brązowy medalista Juniorskiego Turnieju UEFA: 1977

### Odznaczenia
- tytuł Zasłużonego Trenera ZSRR: 1977
- tytuł Zasłużonego Trenera Rosyjskiej FSRR: 1979
- Order Przyjaźni (Rosja): 1997